# Strobel
Strobel är en vallhund från Tyskland. Det är en ålderdomlig hundras som inte är erkänd av Fédération Cynologique Internationale (FCI) eller den tyska kennelklubben Verband für das Deutsche Hundewesen (VDH). Den är en av flera varianter av Altdeutsche Hütehunde. Den anses ha ett skarpt temperament och har en självständig vallningsstil.